# ギヨーム・デゾトゥー
ギヨーム・デゾトゥー（Guillaume Dezoteux）は、フランスのF1エンジニア。

## 来歴
2006年から長期的にスクーデリア・トロ・ロッソに所属。
現在は、2017年の11月から車輛性能責任者を勤めている。
この職は、2014年にケータハムF1から移籍した直後にジョディ・エギントンが就任した役職で、2017年11月のエギントン昇格時に、デゾトゥーがこの役職を継承する。
ファエンツァ本部内にパフォーマンス・グループが設置されていて、レースを後方からサポートする部隊として機能している。
その責任者がデゾトゥーにあたり、トラックサイドのレースチームのアルファタウリガレージの2台の車の2つのエンジニアリングチームを統括する、トラックサイドエンジニアリングの責任者のジョナサン・エドルズと、密接に協力している。